# 津市立北立誠小学校
津市立北立誠小学校（つしりつ きたりっせいしょうがっこう）は、三重県津市にある公立小学校。最寄り駅は近鉄名古屋線江戸橋駅。

## 沿革
1953年（昭和28年）4月1日、学区変更により橋北地区を二分、南立誠と北立誠の二学区とし、立誠小学校を津市立南立誠小学校に改称し、江戸橋に当校を新設した。建設中だった校舎は台風13号の影響で半分水没したため、隣地に新たな校舎を建設し、1954年（昭和29年）に完成した。
1973年（昭和48年）に現行校舎が建設された。この頃は550人を超える児童が在籍し、最大17学級あったが、児童数は年々減少し、2007年（平成19年）度には11学級242人まで落ち込んだ。それ以降は学区内に開発された新興住宅地から通学する児童が入学するようになったことで、児童数が急増し、理科室などの特別教室を普通教室に転換して対応している。

### 児童数の推移
| 年度               | 児童数 |
| ------------------ | ------ |
| 1975年（昭和50年） | 573人  |
| 1980年（昭和55年） | 555人  |
| 1985年（昭和60年） | 513人  |
| 1989年（平成元年） | 436人  |
| 1993年（平成 5年） | 369人  |
| 1998年（平成10年） | 337人  |
| 2003年（平成15年） | 266人  |
| 2007年（平成19年） | 242人  |
| 2009年（平成21年） | 257人  |
| 2011年（平成23年） | 304人  |
| 2013年（平成25年） | 384人  |
| 2015年（平成27年） | 453人  |
| 2018年（平成30年） | 518人  |

## 通学区域
三重県津市のうち
- 江戸橋（一 - 三丁目）
- 上浜町（一丁目・六丁目の一部、二 - 五丁目の全域）
- 桜橋三丁目の一部
- 栗真町屋町の一部